# Новое Шаткино
Новое Шаткино (эрз. Од Шаткина) — село в Камешкирском районе Пензенской области России, административный центр Новошаткинского сельсовета.

## География
Расположено на берегу реки Кадада в 11 км на северо-восток от районного центра села Русский Камешкир.

## История
Основано ясачной мордвой д. Старое Шаткино. В 1709 г. – деревня Верхозим, Новая Шаткина тож, «на реке Кодаде», 39 дворов, ясачной мордвы, которая платили подати с 18 ¼ ясака, душ мужского пола – 126, женского – 60; в 1718 – 40 дворов, душ мужского пола – 91, женского – 91. В 1748 г. – мордовская деревня Новая Шаткина Узинского стана Пензенского уезда, 160 ревизских душ. С 1780 г. – в составе Кузнецкого уезда Саратовской губернии. В 1795 г. – д. Новая Шаткина казенных крестьян, 97 дворов, 291 ревизская душа. В 1877 г. – в составе Камешкирской волости Кузнецкого уезда, 271 двор, деревянная церковь во имя Михаила Архангела (построена в 1873 г.). В 1911 г. – в составе Кунчеровской волости Кузнецкого уезда, 454 двора, церковь, церковноприходская и земская школы.
С 1928 года село являлось центром сельсовета Камешкирского района Кузнецкого округа Средне-Волжской области (с 1939 года — в составе Пензенской области). В 1955 г. – центральная усадьба колхоза имени 21 января. В 1980-е гг. – бригада колхоза «Советская Россия». 

## Население
| 1709  | 1718  | 1748  | 1795  | 1859  | 1877  | 1897  |
| ----- | ----- | ----- | ----- | ----- | ----- | ----- |
| 186   | ↘182  | ↗320  | ↗582  | ↗1191 | ↗1428 | ↗2185 |
| 1911  | 1926  | 1930  | 1939  | 1959  | 1979  | 1989  |
| ↗2803 | ↘2487 | ↘2400 | ↘1774 | ↘1257 | ↘801  | ↗855  |
| 1996  | 2002  | 2010  |       |       |       |       |
| ↗876  | ↘737  | ↘647  |       |       |       |       |

По данным переписи населения 2002 года в селе:
- русские — 51%
- мордва-эрзя — 46%.

## Инфраструктура
В селе имеются основная общеобразовательная школа (новое здание построено в 1975 году), библиотечно-досуговый центр.

## Известные люди
- Родина полного кавалера ордена Славы Николая Григорьевича Макарова (1919–1953), старшего сержанта, командира отделения автоматчиков[2].
- В селе родился Советкин, Фёдор Фролович(1886―1967) ― советский педагог-методист, доктор педагогических наук, профессор, Заслуженный деятель науки Мордовской АССР[7].